# Chitray
Chitray ist eine französische Gemeinde mit 173 Einwohnern (Stand 1. Januar 2022) im Département Indre in der Region Centre-Val de Loire; sie gehört zum Arrondissement Le Blanc und zum Kanton Le Blanc.
Nachbargemeinden von Chitray sind Migné im Norden, Nuret-le-Ferron im Nordosten, Rivarennes im Südosten, Oulches im Südwesten und Ciron im Westen.

## Weblinks

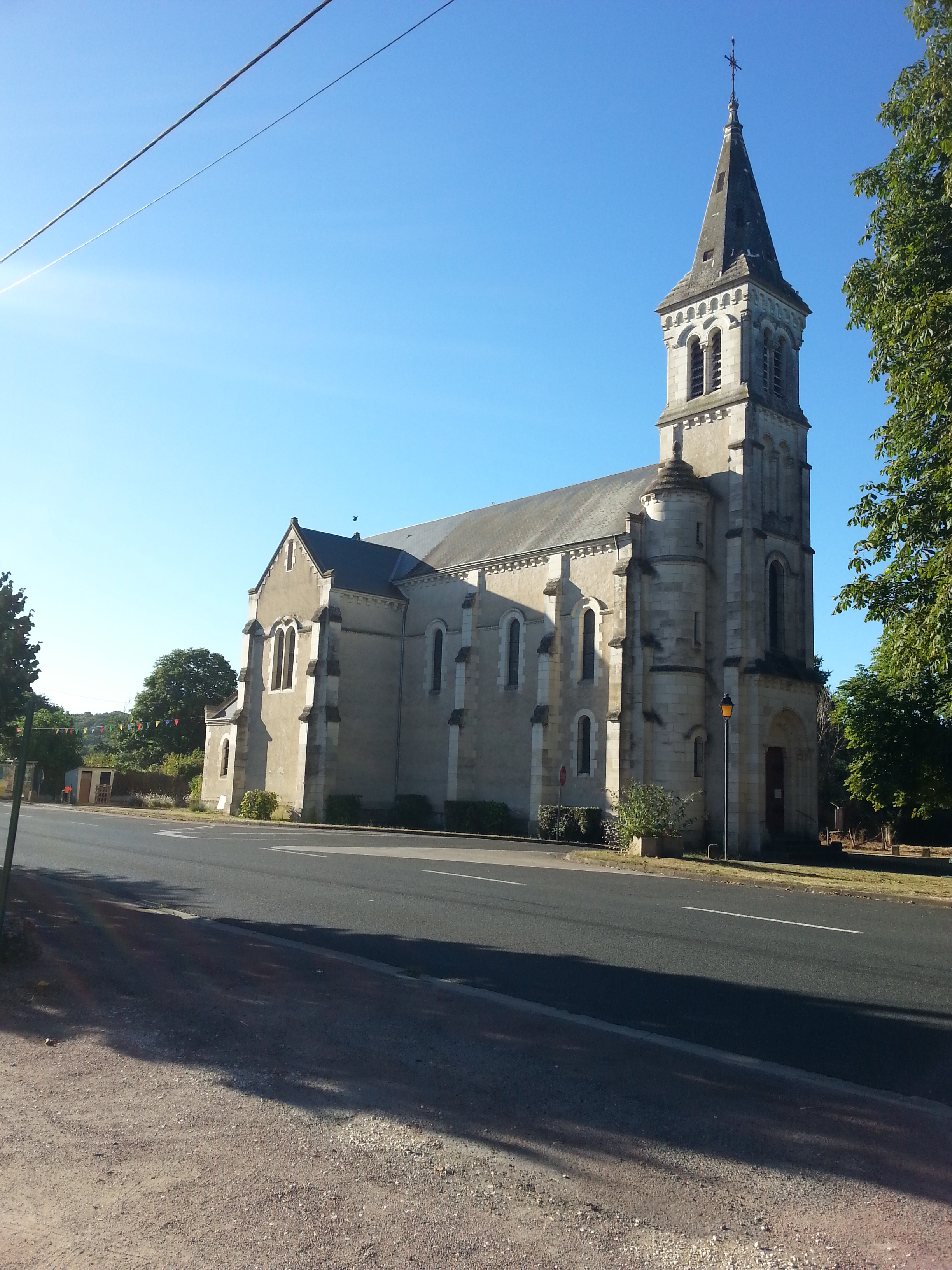
Kirche Saint-Christophe

## Bevölkerungsentwicklung
| Jahr      | 1962 | 1968 | 1975 | 1982 | 1990 | 1999 | 2007 | 2018 |
| Einwohner | 287  | 248  | 222  | 191  | 167  | 143  | 161  | 184  |